# أولاد مفدة (الغيات)
أولاد مفدة هي إحدى مشيخات المملكة المغربية، تتبع جغرافيا لإقليم آسفي وإداريًا لالغيات. يقدر عدد سكانها بـ 3634 نسمة حسب الإحصاء الرسمي للسكان والسكنى لسنة 2004.